# Монселіче
Монселіче (італ. Monselice, вен. Monselexe) — муніципалітет в Італії, у регіоні Венето, провінція Падуя.
Монселіче розташоване на відстані близько 380 км на північ від Рима, 55 км на південний захід від Венеції, 22 км на південний захід від Падуї.
Населення — 17 675 осіб (2014).

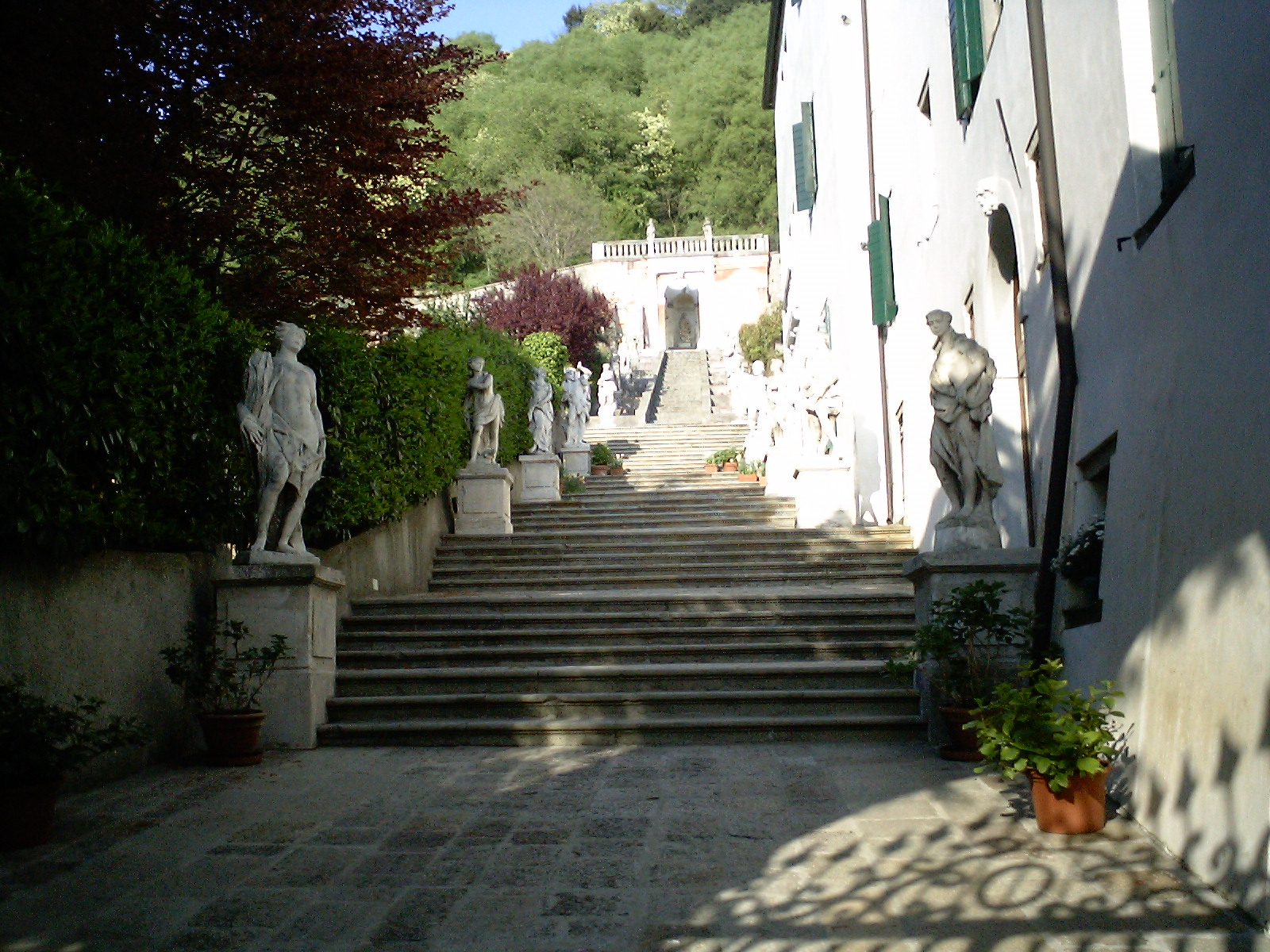

Щорічний фестиваль відбувається 1 листопада. Покровитель — San Sabino.

## Демографія
Населення за роками:

Станом на 1 січня 2023 року в муніципалітеті офіційно проживало 1419 іноземців з 65 країн, серед них 418 громадян країн Євросоюзу та 41 громадянин України.

## Сусідні муніципалітети
- Аркуа-Петрарка
- Баоне
- Батталья-Терме
- Есте
- Гальциньяно-Терме
- Пернумія
- Поццоново
- Сан-П'єтро-Вімінаріо
- Сант'Елена
- Солезіно
- Трибано